# Šuchrat Sa’dijev
Doc. Šuchrat Samarovič Sa’dijev, kandidát historických věd (tádžicky Шӯҳрат Самарович Саъдиев, rusky Шухрат Самарович Саъдиев, * 8. listopadu 1954, Dušanbe, Tádžická SSR, Sovětský svaz) je tádžický historik a vysokoškolský pedagog.

## Životopis
Po maturitě studoval historii na Tádžické státní univerzitě V. I. Lenina (dnes Tádžická národní univerzita), již ukončil v roce 1977. V letech 1977–1986 pracoval jako odborný asistent Katedry dějin KSSS v Ústavu umění. Následovala aspirantura a kandidátská disertace na Tádžické národní univerzitě. Od roku 2014 působí jako docent na Rusko-tádžické slovanské univerzitě v Dušanbe. Ve své odborné práci se zaměřuje především na dějiny Tádžikistánu.

## Výběr z díla
- Таджикистан: путь к миру и согласию. - Д., 2002
- Важные страницы из истории таджикского народа. – Д., 2008, 2010
- Курс лекций по истории таджикского народа. – Д., 2012